# Géographie de l'Éthiopie
Située au cœur de la corne de l'Afrique de l'Est, l'Éthiopie possède la dixième plus grande superficie de l'Afrique avec un territoire de 1 127 127 km2. L'Éthiopie est encadrée au nord par l'Érythrée et le Soudan, à l'ouest par le Soudan du Sud, à l'est par Djibouti et la Somalie, et au sud par la Somalie et le Kenya.
Le pays est composé de hauts plateaux et de basses terres périphériques. Les deux plateaux principaux sont traversés en leur centre par le grand rift. Sur les plateaux, l'altitude varie entre 1800 et 4 550 mètres ; le plus haut sommet, le Ras Dashan atteint 4 550 mètres. Quant au Rift, son altitude peut descendre jusqu'à 150 mètres sous le niveau de la mer. Un grand nombre de cours d'eau sillonne les plateaux, notamment le Nil Bleu qui s'écoule depuis le lac Tana. Le haut plateau du centre et du nord descend progressivement vers les basses terres du Soudan à l'ouest tandis que le plateau méridional descend vers les plaines arides et semi-arides de Somalie au sud-est.
Le climat tempéré sur les hauts plateaux et chaud dans les basses terres favorisent le développement d'une faune et d'une flore très diversifiées.

## Géographie physique

### Topographie

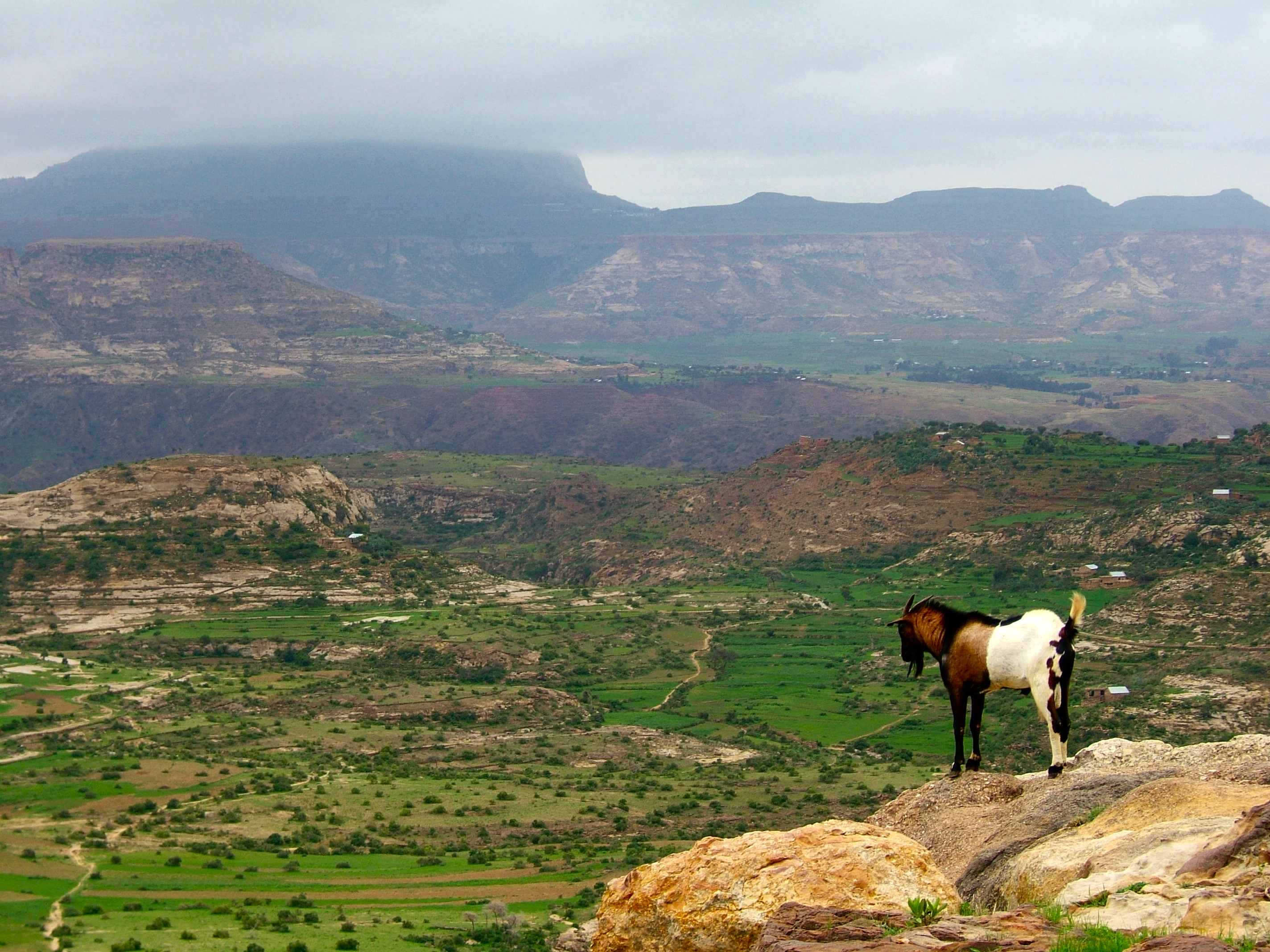
Hauts plateaux éthiopiens

L'Éthiopie est une terre de contrastes où les paysages changent constamment d'une région à l'autre, créant le microcosme d'un continent entier dans un pays de la taille de la France et de l'Espagne réunies. Ce contraste est en grande partie dû à l'activité volcanique qui a formé cette région, il y a environ quarante millions d'années. Des failles profondes se sont alors ouvertes dans la roche et les couches sédimentaires laissant la lave basaltique lentement recouvrir la terre. La vallée du Grand Rift fend le pays en trois régions distinctes : les hauts plateaux occidentaux, les hauts plateaux orientaux et les plaines de la vallée du Grand Rift proprement dite.
Au centre du pays, les hauts plateaux culminent à des altitudes de plus de 4 000 mètres avec le Ras Dashan qui s'élève à 4 550 mètres dans le massif du Simien au nord ou le Guge qui culmine à 3 568 mètres dans la région des nations, nationalités et peuples du Sud. Dans le Sud du pays s'élèvent les monts Mendebo. Cette chaîne, qui s'étend du sud-ouest vers le nord-est, est la plus importante des hauts plateaux orientaux et culmine à 4 321 mètres au mont Batu. Le pays compte ainsi 25 sommets dépassant les 4000 mètres.
Enfin, dans le sud et l'ouest des plaines de la vallée du Grand Rift, les pluies sont abondantes toute l'année et dans les provinces de Kaffa et de Sidamo, le café qui y pousse naturellement est cultivé dans de grandes plantations.

### Géologie

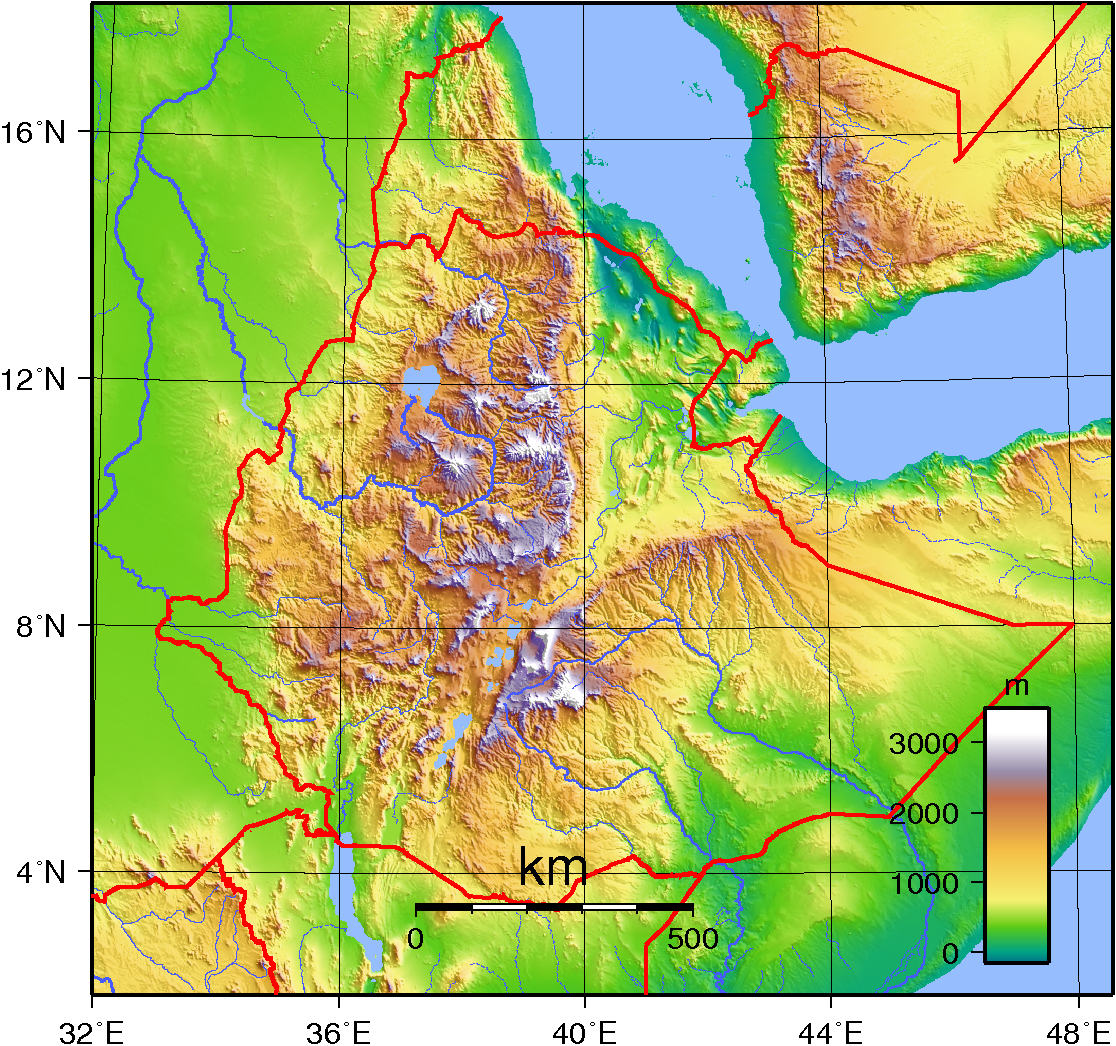
Carte topographique de l'Éthiopie mettant en évidence les plateaux (de marron à blanc)

Les hauts plateaux d'Afrique de l'est qui se prolongent en Éthiopie, se sont érigés lors de la formation de la vallée du Grand Rift. La composition des roches caractérise cette activité géologique qui a notamment été marquée au cours du temps par une intense activité volcanique.
Le sous-sol éthiopien est composé de roches sédimentaires et métamorphiques. En remontant l'échelle des temps géologiques, on trouve :
- en surface, à une période récente : du corail, des alluvions et du sable
- au Cénozoïque : des calcaires de Harrar
- au Jurassique : Les calcaire fossilisés d'Antalo sont généralement horizontaux.
- au Trias : Dans la région d'Adigrat, les roches métamorphiques sont invariablement recouvertes d'une couche de grès brun sur une épaisseur maximum de 3 m, elle-même recouverte de calcaire.
- à l'Archéen : À cette époque, les plateaux d'Éthiopie sont principalement composés de roches métamorphiques (du gneiss, du micaschistes et de l'ardoise) que l'on retrouve dans les vallées profondes du Tigré et dans la vallée du Nil Bleu.

Le sous-sol est également composé de roches magmatiques provenant d'éruptions des nombreux volcans situés aux alentours.

### Hydrologie
L'Éthiopie possède de très nombreux cours d'eau (rivières et fleuves) qui parcourent le territoire, ainsi que plusieurs lacs parmi les plus importants du continent. Avec son réseau hydrographique particulièrement dense, l'Éthiopie est considérée comme le « château d'eau » de l'Afrique.
Les vastes plateaux basaltiques sont profondément entaillés par plusieurs rivières qui s'écoulent en direction du Nil, telles que le fleuve Tekezé au nord, l'Abbaï au centre, issue du lac Tana et qui correspond au cours supérieur du Nil Bleu, et la rivière Sobat au sud. Il faut également citer la rivière Awash qui court le long du Rift Valley vers la  frontière djiboutienne, le Chébéli qui s'écoule jusqu'à l'océan Indien et le fleuve Omo qui est la principale source du lac Turkana
Dans les montagnes et les plateaux de la région des nations, nationalités et peuples du Sud et de Gambela au sud-ouest de l'Éthiopie coulent les rivières Baro, Gilo, Akobo et d'autres affluents du Nil. Ces rivières descendent des montagnes en formant de grandes chutes d'eau et, comme la quasi-totalité des fleuves éthiopiens, elles ne sont pas navigables en amont.

### Climat

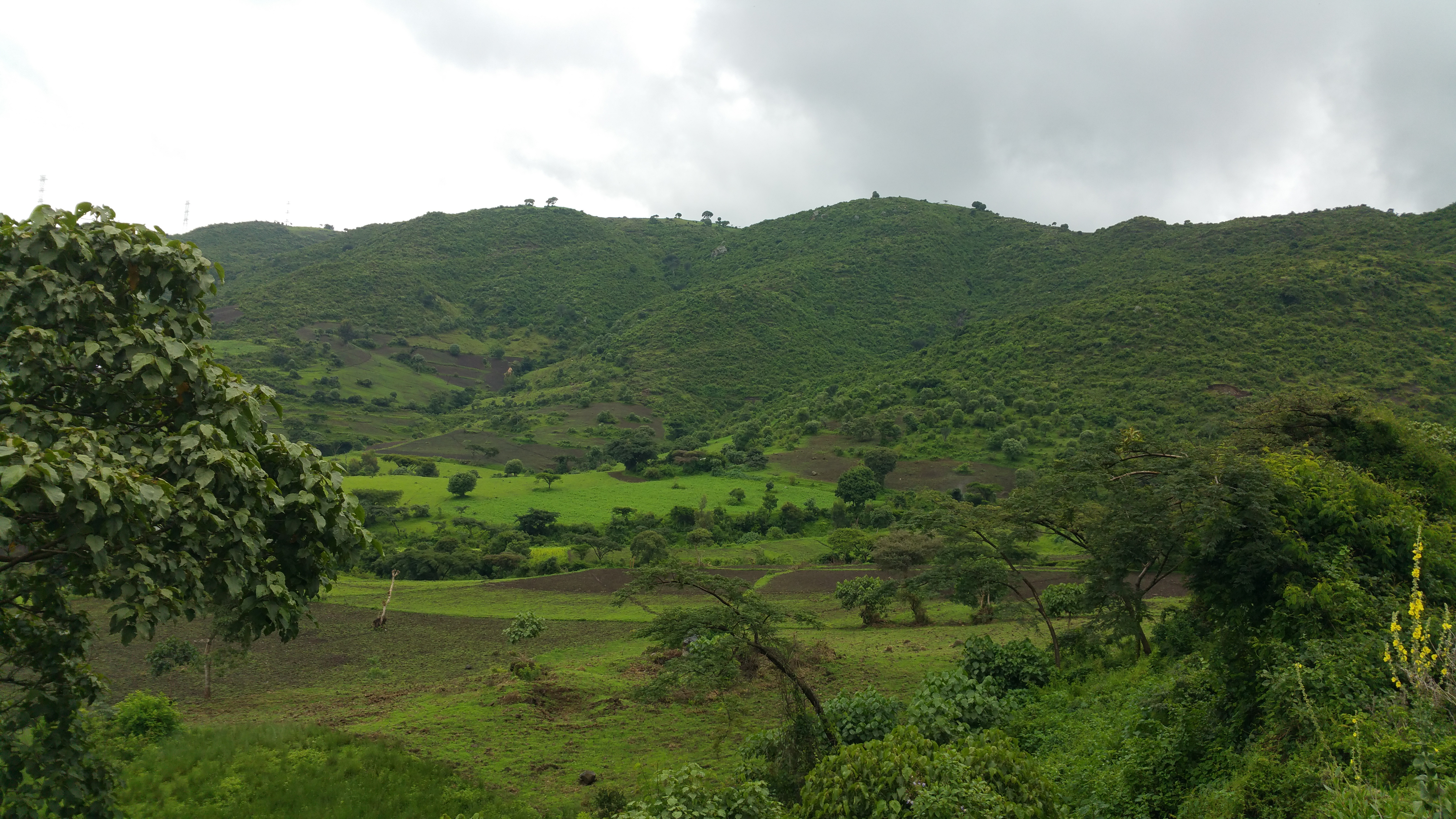
La « saison verte » – ou saison des pluies – à l'est du pays (août 2017).

Le climat de l'Éthiopie varie considérablement en fonction des régions. Les régions situées dans le Triangle d'Afar comme la région Somali ou le désert Danakil possèdent un climat désertique chaud (Classification de Köppen BWh) avec des précipitations annuelles négligeables et des températures extrêmement élevées toute l'année grimpant jusqu'à 47 - 50 °C à l'ombre, voire au-delà pendant près sept à huit mois consécutifs. Les températures moyennes annuelles y sont de 34 - 36 °C, parmi les plus élevées du globe[réf. souhaitée]. Les régions situées en bordure ou en périphérie des déserts possèdent un climat semi-aride chaud (Classification de Köppen BSh) avec des caractéristiques similaires, mais avec des précipitations plus importantes et des températures moins élevées. Toutefois, la majeure partie du pays a un climat tempéré. L'Éthiopie est proche des tropiques, mais sa proximité avec l'équateur est équilibrée par l'altitude très importante. Dans les vallées profondes de Tekezé et du Nil Bleu, et de manière générale dans les zones situées en dessous de 1 200 mètres, les conditions climatiques sont tropicales et des maladies telles que la malaria sont prédominantes. Dans les hautes terres, en revanche, l'air est frais et vivifiant en été alors que les hivers sont maussades, les températures variant entre 15 °C et 25 °C. Les hautes montagnes ont un climat alpin.
Outre les variations du climat en fonction des régions et de l'altitude, l'Éthiopie connaît trois principales saisons. L'hiver, ou saison froide, dure d'octobre à février et est suivie d'une période sèche qui, vers la mi-juin, laisse la place à la saison des pluies qui est particulièrement intense en juillet et août. Dans les anciennes provinces de Godjam et Welega les fortes pluies continuent jusqu'en septembre et occasionnellement octobre. Les précipitations varient de 750 mm par an au Tigré à plus de 1 000 mm dans la vallée du Nil.

## Environnement

### Problèmes environnementaux
Le pays doit faire face à d'importants problèmes environnementaux, principalement liés à la déforestation et aux espèces menacées.
La déforestation est aujourd'hui un problème écologique majeur. Au début du XXIe siècle, le pays avait perdu 98 % de ses forêts en un demi-siècle. La couverture forestière est passée de 40 % de la surface du pays à seulement 2,7 %,. Chaque année, l'Éthiopie perd près de 1 410 km2 de forêts naturelles qui couvrent aujourd'hui près de 130 000 km2. Du fait de la déforestation, le nombre d'animaux et plantes sauvages ne cesse de décliner.
Par ailleurs, cette déforestation est l'un des éléments qui explique que plusieurs espèces animales soient aujourd'hui menacées, telles que le loup d'Abyssinie, le singe gélada ou bien le lion d'Abyssinie.